# Метричен тензор
В диференциалната геометрия, метричен тензор е вид тензор от 2 ред, позволяващ да се определи скаларното произведение на два вектора във всяка точка от пространството и който се използва за измерването на дължини и ъгли. Обобщава теоремата на Питагор. В дадена координатна система метричният тензор може да бъде представен като матрица {\displaystyle G}.

## Базови координати вектори
Разглеждат се два произволни вектора в координатна система:
{\displaystyle A=A1e_{1}+A2e_{2}+A3e_{3}}
{\displaystyle B=B1e_{1}+B2e_{2}+B3e_{3}}
, където {\displaystyle e_{1},e_{2},e_{3}} са ортогонални базови вектори.
За удобство се използва съкратен вариант на записване:
A = (A1; A2; A3)
B = (B1; B2; B3)
Може да се направи такова записване и за базовите вектори:
e1 = (1; 0; 0);
e2 = (0; 1; 0);
e3 = (0; 0; 1):
В тензорния анализ се използват множество съкращения при записване на изразите за сумиране и умножение.
Едно от най-ползваните означения е символа на Кронекер – (делта):
{\displaystyle \delta _{ij}=1} ако i =j,
{\displaystyle \delta _{ij}=0} ако {\displaystyle i\neq j}
В сила е и следното записване на коефициентите на Кронекер:
{\displaystyle \delta _{i}j=\delta _{i}^{j}}
{\displaystyle \delta _{11}=1\quad \delta _{12}=0\quad \delta _{13}=0\quad }
{\displaystyle \delta _{21}=0\quad \delta _{22}=1\quad \delta _{23}=0\quad }
{\displaystyle \delta _{31}=0\quad \delta _{32}=0\quad \delta _{33}=1}
Ако се ползва горен индекс се получава:
{\displaystyle \delta _{1}^{1}=1\quad \delta _{1}^{2}=0\quad \delta _{1}^{3}=0\quad }
{\displaystyle \delta _{2}^{1}=0\quad \delta _{2}^{2}=1\quad \delta _{2}^{3}=0\quad }
{\displaystyle \delta _{3}^{1}=0\quad \delta _{3}^{2}=0\quad \delta _{3}^{3}=1}
В случай на ортогонална координатна система с единични вектори {\displaystyle e_{1},e_{2},e_{3}} има следната формула:
{\displaystyle e_{m}e_{n}=\delta _{mn}}, където m; n = 1; 2; 3

## Реципрочни базови вектори
Разглежда се координатна система с базови вектори:
{\displaystyle {\vec {E}}_{1},{\vec {E}}_{2},{\vec {E}}_{3}}
Приема се, че те не са нито ортогонални, нито единични.
Всеки вектор А в това пространство може да бъде представен като произведение на координатите със съответните базови вектори:
{\displaystyle {\vec {A}}=A^{1}{\vec {E}}_{1}+A^{2}{\vec {E}}_{2}+A^{3}{\vec {E}}_{3}}
Разглежда се реципрочна базова координатна система. Тя отговаря на следните условия:
Базови вектори: {\displaystyle {\vec {E}}^{1},{\vec {E}}^{2},{\vec {E}}^{3}}
{\displaystyle {\vec {E}}_{1}.{\vec {E}}^{1}=1}
{\displaystyle {\vec {E}}_{2}.{\vec {E}}^{2}=1}
{\displaystyle {\vec {E}}_{3}.{\vec {E}}^{3}=1}
{\displaystyle {\vec {E}}_{1}.{\vec {E}}^{2}=0}
{\displaystyle {\vec {E}}_{1}.{\vec {E}}^{3}=0}
{\displaystyle {\vec {E}}_{2}.{\vec {E}}^{3}=0}
Втората група от условия налагат{\displaystyle {\vec {E}}^{1}} да е перпендикулярен на {\displaystyle {\vec {E}}_{2}} и {\displaystyle {\vec {E}}_{3}},
{\displaystyle {\vec {E}}^{2}} да е перпендикулярен на равнината, определена от {\displaystyle {\vec {E}}_{1}} и {\displaystyle {\vec {E}}_{3}}
и {\displaystyle {\vec {E}}^{3}} да е перпендикулярен на равнината, определена от {\displaystyle {\vec {E}}_{1}} и {\displaystyle {\vec {E}}_{2}}.
Горните изисквания могат да бъдат записани съкратено чрез символа на Кроникер:
{\displaystyle {\vec {E}}_{i}.E^{j}=\delta _{i}^{j}}, където i,j = 1,2,3

## Връзка между базовите вектори и реципрочната база вектори
От условията по въвеждането на реципрочната база вектори: {\displaystyle {\vec {E}}^{1},{\vec {E}}^{2},{\vec {E}}^{3}} се вижда че {\displaystyle {\vec {E}}^{1}} трябва да е перпендикулярен на {\displaystyle {\vec {E}}_{2}} и {\displaystyle {\vec {E}}_{3}}.
Следователно той може да бъде представен като произведение
{\displaystyle {\vec {E}}^{1}=V^{-1}.{\vec {E}}_{2}\times {\vec {E}}_{3}}
където {\displaystyle V^{-1}} е константа, която предстои да бъде определена по-нататък.
Ако последното равенство бъде умножено скаларно с вектора {\displaystyle {\vec {E}}_{1}} ще се получи обемът на паралелепипеда, зададен от базата {\displaystyle {\vec {E}}_{1},{\vec {E}}_{2},{\vec {E}}_{3}}.
{\displaystyle {\vec {E}}_{1}.{\vec {E}}^{1}=V^{-1}.{\vec {E}}_{1}.({\vec {E}}_{2}\times {\vec {E}}_{3})}
{\displaystyle V={\vec {E}}_{1}.({\vec {E}}_{2}\times {\vec {E}}_{3})} – обем на паралелепипед, зададен от базовите вектори с общо начало.
Съответно връзката между базата вектори {\displaystyle ({\vec {E}}_{1},{\vec {E}}_{2},{\vec {E}}_{3})} и реципрочната база от вектори {\displaystyle ({\vec {E}}^{1},{\vec {E}}^{2},{\vec {E}}^{3})} е:
{\displaystyle {\vec {E}}^{1}=V^{-1}.{\vec {E}}_{2}\times {\vec {E}}_{3}}
{\displaystyle {\vec {E}}^{2}=V^{-1}.{\vec {E}}_{3}\times {\vec {E}}_{1}}
{\displaystyle {\vec {E}}^{3}=V^{-1}.{\vec {E}}_{1}\times {\vec {E}}_{2}}

## Контравариантно и ковариантно представяне на вектор
Нека да има база от вектори {\displaystyle {\vec {E}}_{1},{\vec {E}}_{2},{\vec {E}}_{3}} и съответната реципрочна база от вектори: {\displaystyle {\vec {E}}^{1},{\vec {E}}^{2},{\vec {E}}^{3}}.
Разглежда се вектор А, за който е в сила следното представяне спрямо {\displaystyle {\vec {E}}_{1},{\vec {E}}_{2},{\vec {E}}_{3}}
{\displaystyle {\vec {A}}=A^{1}{\vec {E}}_{1}+A^{2}{\vec {E}}_{2}+A^{3}{\vec {E}}_{3}}
Координатите {\displaystyle A^{1},A^{2},A^{3}} се наричат контравариантни компоненти на А.
Тяхната стойност се определя от:
{\displaystyle A^{1}={\vec {A}}.{\vec {E}}^{1}}
{\displaystyle A^{2}={\vec {A}}.{\vec {E}}^{2}}
{\displaystyle A^{3}={\vec {A}}.{\vec {E}}^{3}}
Ако представим вектор А в реципрочната координатна система имаме:
{\displaystyle {\vec {A}}=A_{1}{\vec {E}}^{1}+A_{2}{\vec {E}}^{2}+A_{3}{\vec {E}}^{3}}
Координатите {\displaystyle A_{1},A_{2},A_{3}} се наричат ковариантни компоненти на А.
Те се определят от равенствата:
{\displaystyle A_{1}={\vec {A}}.{\vec {E}}_{1}}
{\displaystyle A_{2}={\vec {A}}.{\vec {E}}_{2}}
{\displaystyle A_{3}={\vec {A}}.{\vec {E}}_{3}}

## Метричен тензор
Контравариантното и ковариантното представяне на вектор са различни начини за представяне на един и същи вектор спрямо две реципрочни бази от координатни вектори.
Разглеждат се две бази от координатни вектори {\displaystyle ({\vec {E}}_{1},{\vec {E}}_{2},{\vec {E}}_{3})} и {\displaystyle ({\vec {E}}^{1},{\vec {E}}^{2},{\vec {E}}^{3})}, но в този случай те да не са реципрочни.
Ползвайки същия подход както при реципрочните векторни бази се записва:
{\displaystyle {\vec {E}}_{i}.{\vec {E}}_{j}={\vec {E}}_{j}.{\vec {E}}_{i}=g_{ij}=g_{ji}}
{\displaystyle {\vec {E}}^{i}.{\vec {E}}^{j}={\vec {E}}^{j}.{\vec {E}}^{i}=g^{ij}=g^{ji}}
скаларните величини:
{\displaystyle g_{ij}} се наричат метрични компоненти на пространството.
Съответно {\displaystyle g^{ij}} се наричат спрегнати метрични компоненти на пространството.

## Представяне на вектор спрямо метричните компоненти на пространството
Разглежда се векторът {\displaystyle A(A^{1},A^{2},A^{3})}, представен спрямо базата {\displaystyle E_{1},E_{2},E_{3}}.
{\displaystyle {\vec {A}}=A^{1}{\vec {E}}_{1}+A^{2}{\vec {E}}_{2}+A^{3}{\vec {E}}_{3}}
От предишните подточки се знае, че
{\displaystyle A_{1}={\vec {A}}E_{1}}
{\displaystyle A_{2}={\vec {A}}E_{2}}
{\displaystyle A_{3}={\vec {A}}E_{3}}
{\displaystyle {\vec {A}}E_{1}=(A^{1}E_{1}+A^{2}E_{2}+A^{3}E_{3}).E_{1}=A_{1}}
Умножава се:
{\displaystyle {\vec {A}}E_{1}=A^{1}E_{1}.E_{1}+A^{2}E_{2}.E_{1}+A^{3}E_{3}.E_{1}=A_{1}}
{\displaystyle {\vec {A}}E_{1}=A_{1}E^{1}E_{1}+A_{2}E^{2}E_{1}+A_{3}E^{3}E_{1}=A_{1}}
Ползвайки метричните компоненти на пространството се получава:
{\displaystyle A_{1}=A^{1}g_{11}+A^{2}g_{12}+A^{3}g_{13}}
{\displaystyle A_{2}=A^{1}g_{21}+A^{2}g_{22}+A^{3}g_{23}}
{\displaystyle A_{3}=A^{1}g_{31}+A^{2}g_{32}+A^{3}g_{33}}
Връзката между контраварианните и ковариантните координати на вектор А е:
{\displaystyle A^{1}=A_{1}g^{11}+A_{2}g^{12}+A_{3}g^{13}}
{\displaystyle A^{2}=A_{1}g^{21}+A_{2}g^{22}+A_{3}g^{23}}
{\displaystyle A^{3}=A_{1}g^{31}+A_{2}g^{32}+A_{3}g^{33}}